# Bergvallört
Bergvallört (Symphytum caucasicum) är en strävbladig växtart som beskrevs av Friedrich August Marschall von Bieberstein. Enligt Catalogue of Life ingår Bergvallört i släktet vallörter och familjen strävbladiga växter, men enligt Dyntaxa är tillhörigheten istället släktet vallörter och familjen strävbladiga växter. Arten har ej påträffats i Sverige. Inga underarter finns listade i Catalogue of Life.

## Bildgalleri

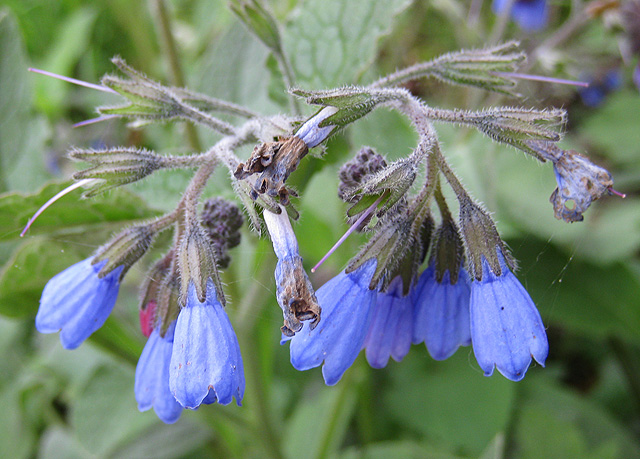
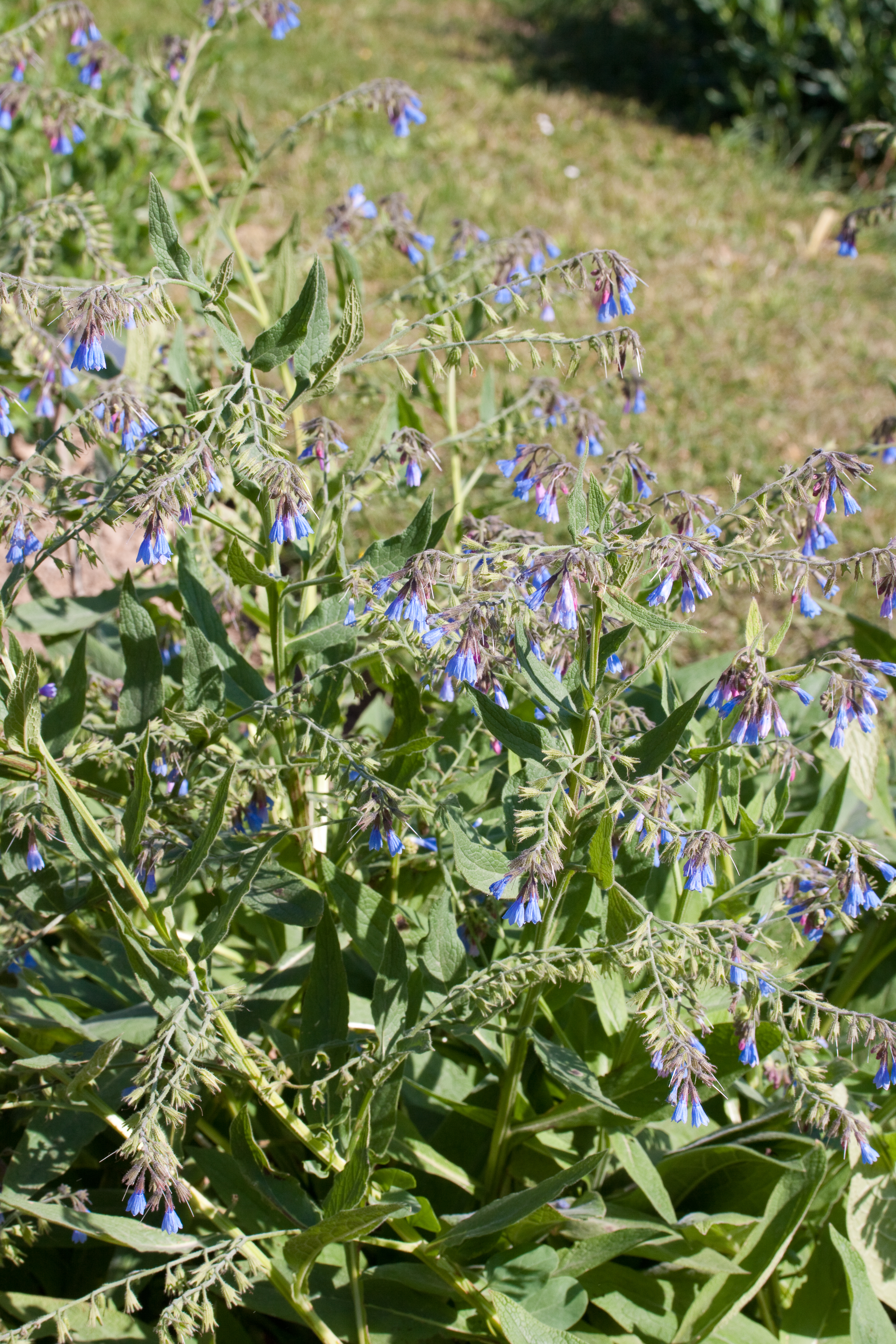
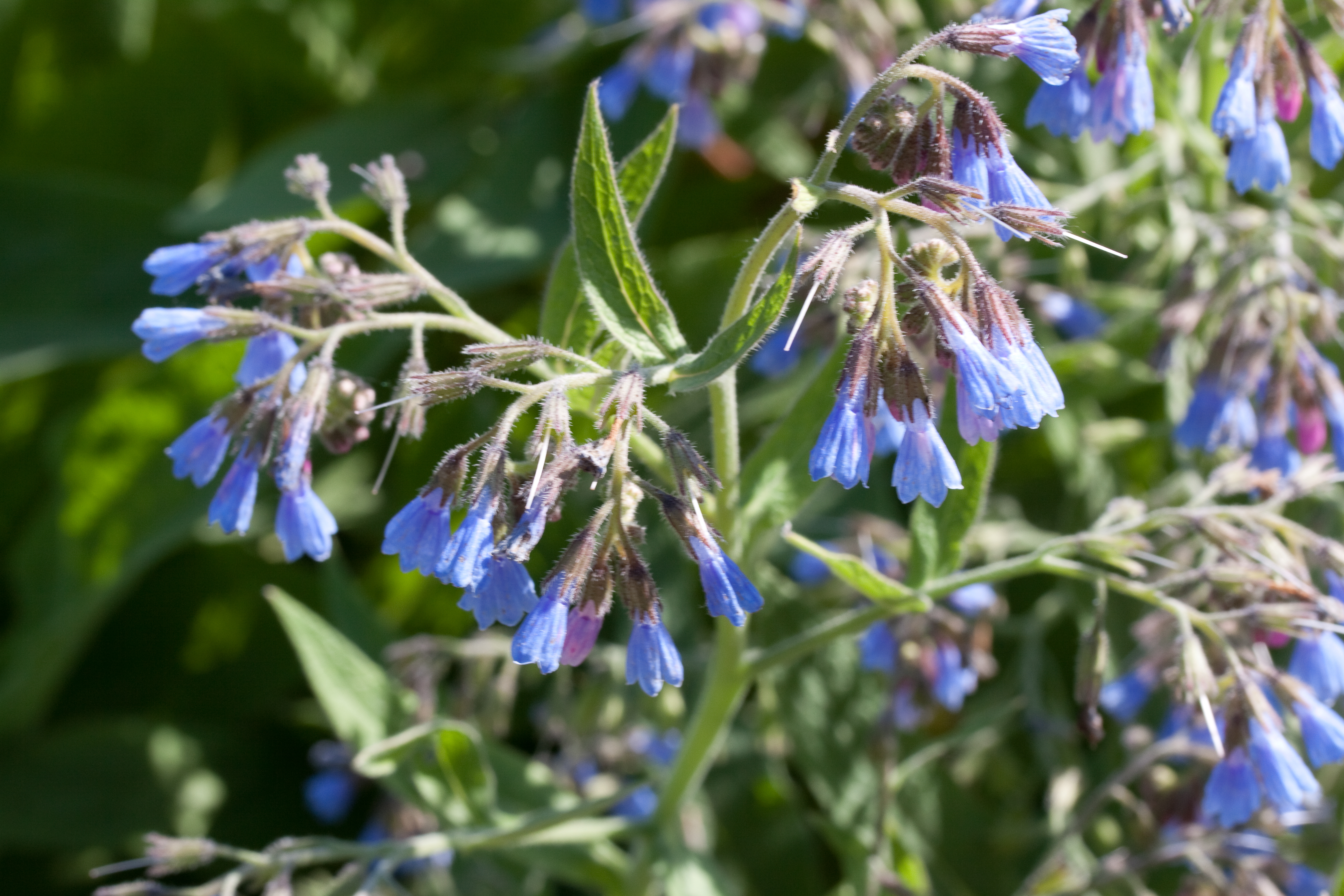